# Acidi fenolici
Gli acidi fenolici (o acidi fenolcarbossilici) sono dei composti organici che contengono almeno un gruppo ossidrilico fenolico e un gruppo carbossilico.
Diverse categorie sono formate dall'acido monoidrossibenzoico (parabeni, metilparaben, propilparaben), dall'acido diidrossibenzoico, dall'acido triidrossibenzoico (acido gallico, acido carbossilico floroglucinolo). L'acido salicilico è un altro tipo di acido fenolico, insieme all'acido eudesmico (proveniente dall'Eucalyptos spp e con formula chimica C10H12O5) e all'acido siringico (presente nell'Euterpe oleracea, nell'aceto e nell'Ardisia elliptica, con formula chimica C9H10O5)
Gli acidi fenolici si possono dividere in due categorie, in base alla loro derivazione:
- Acidi idrossibenzoici, che derivano dall'acido benzoico
- Acidi idrossicinnamici, che derivano dall'acido cinnamico

## Acidi fenolici idrossibenzoici
Derivano dall'idrossilazione dell'acido benzoico con una struttura base del tipo C6-C1.

Acido benzoico (non fenolico)
Acido gallico
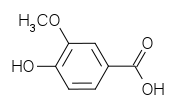
Acido vanillico

| Acidi idrossibenzoici                                            |    |      |      |      |     |                     |
|                                                                  | R1 | R2   | R3   | R4   | R5  | Formula strutturale |
| acido salicilico (acido 2-idrossibenzoico)                       | OH | H    | H    | H    | H   |                     |
| acido 3-idrossibenzoico                                          | H  | OH   | H    | H    | H   |                     |
| acido 4-idrossibenzoico (acido paraidrossibenzoico)              | H  | H    | OH   | H    | H   |                     |
| acido 2,3-diidrossibenzoico (acido pirocatecuico)                | OH | OH   | H    | H    | H   |                     |
| acido 2,4-diidrossibenzoico (acido β-resorcilico)                | OH | H    | OH   | H    | H   |                     |
| acido gentisico (acido 2,5-diidrossibenzoico)                    | OH | H    | H    | OH   | H   |                     |
| acido 2,6-diidrossibenzoico (acido γ-resorcilico)                | OH | H    | H    | H    | OH  |                     |
| Acido protocatecuico (acido 3,4-diidrossibenzoico)               | H  | OH   | OH   | H    | H   |                     |
| Acido α-resorcilico (acido 3,5-diidrossibenzoico)                | H  | OH   | H    | OH   | H   |                     |
| acido pirogallol-4-carbossilico (acido 2,3,4 triidrossibenzoico) | OH | OH   | OH   | H    | H   |                     |
| acido floroglucinico (acido 2,4,6 triidrossibenzoico)            | OH | H    | OH   | H    | OH  |                     |
| acido gallico (acido 3,4,5 triidrossibenzoico)                   | H  | OH   | OH   | OH   | H   |                     |
| acido vanillico                                                  | H  | OCH3 | OH   | H    | H   |                     |
| acido siringico                                                  | H  | OCH3 | OH   | OCH3 | H   |                     |
| acido orsellinico                                                | OH | H    | OH   | H    | CH3 |                     |
| acido eudesmico                                                  | H  | OCH3 | OCH3 | OCH3 | H   |                     |

## Acidi idrossicinnamici
Hanno una struttura di base del tipo C6-C3 e appartengono alla grande famiglia dei fenilpropanoidi

Acido cinnamico (non fenolico)
Acido paracumarico
Acido caffeico
Acido ferulico

| Acidi idrossicinnamici       |      |      |      |         |
|                              | R1   | R2   | R3   | Formula |
| acido paracumarico           | H    | OH   | H    |         |
| acido caffeico               | OH   | OH   | H    |         |
| acido ferulico               | OCH3 | OH   | H    |         |
| acido sinapico               | OCH3 | OH   | OCH3 |         |
| E-anetolo                    | H    | OCH3 | H    |         |
| acido 3,4-dimetossicinnamico | OCH3 | OCH3 | H    |         |

## Presenza degli acidi fenolici
Gli acidi fenolici si possono trovare in numerose specie di piante, nella frutta secca, in alcune specie di funghi (soprattutto nei Basidiomycota) e possono far parte delle sostanze umiche, che sono i maggiori componenti organici dell'humus. Alcuni tipi di acidi fenolici sono stati trovati nell'urina umana.